# Viva Las Vegas (película)
Viva Las Vegas (en España conocida como Cita en Las Vegas y en Inglaterra como Love in Las Vegas) es una película estadounidense de 1964 protagonizada por Elvis Presley y Ann-Margret. La película tuvo un gran éxito, principalmente por la calidad de su banda sonora, destacando la canción homónima y tema principal de la película, así como " What'd I Say" de Ray Charles y una interpretación de "C'mon Everybody", hecha a dúo por Presley y Margret.
El film logró recaudar en el mercado doméstico (EE. UU. y Canadá) un total de US$ 9,442,967 superando ampliamente a Hard Day's Night de The Beatles, estrenada el mismo año y a la vez convirtiéndose en una de las películas más exitosas de la carrera de Elvis Presley.

## Reparto
- Elvis Presley: Lucky Jackson.
- Ann-Margret: Rusty Martin.
- Cesare Danova: Elmo Mancini.
- William Demarest: Mr. Martin.
- Nicky Blair: Shorty Fansworth.

## Trama
"Viva Las Vegas" es quizá la mejor comedia musical de Elvis Presley, en la cual al fin se le acompañó con una gran actriz como Ann-Margret con quien tuvo química desde el inicio, que cantando y bailando supo imprimir su propio estilo en el desarrollo de la trama y junto con Presley formaron una pareja dinámica y explosiva que le imprimió intensidad al film. El personaje de Elvis (Lucky Jackson) es un corredor de automóviles que desesperadamente busca dinero para adquirir un nuevo motor para participar en el Grand Prix de Las Vegas y aquí se encuentra a otro corredor llamado Elmo Mancini, protagonizado por Cesara Danova, que además de ser su competidor en la pista también se hará su rival por ganar el afecto de una hermosa instructora de natación para niños llamada Rusty (Ann-Margret). Rusty a pesar del afecto y amor que siente por Lucky rehúsa aceptarlo seriamente por el riesgo peligroso que entraña la vida de un corredor automovilístico, pero finalmente Rusty cambia de opinión y ayuda a Lucky a conseguir su cometido.

## Producción
George Sidney declaró que era una de esas películas donde no había un guion específico. "fue uno de esos casos en los que no teníamos guion, pero sí había un compromiso. Originalmente la idea era hacer algo sobre árabes o algo así, pero cambiamos y escribimos el guion en unos once días. Lo transformamos todo y decidimos hacerlo en La Vegas”. 
Fue entonces cuando él y su equipo se pusieron a trabajar y el libreto quedó listo en solo 11 días. 
Antes de iniciar la fase de filmación, el director George Sidney presentó a la pareja protagónica en un estudio de grabación de MGM en el que solo había un piano. Acorde con Variety, el hecho de que Elvis y An-Margret estuvieran juntos en una película les garantizaba a los productores un éxito asegurado. 
En los días 9 y 10 de julio, ambos artistas grabaron por separado sus canciones solistas en el estudio Radio Recorders, tras lo cual el día 11 de ese mismo mes, entraron juntos al estudio para grabar tres canciones a duo que iban a formar parte de la banda sonora de la película: "The lady loves me"; "You're the boss" y "Today, tomorrow and forever". El presupuesto estipulado para la película rondó en US$ 1.000.000 y el elenco completo se reunió en Las Vegas para iniciar formalmente la filmación el 15 de julio y la grabación se finalizó el 11 de septiembre de 1963.

### Locaciones
La trama tuvo lugar en diversas locaciones de Las Vegas desde el Hotel Tropicana a la piscina del Hotel Flamingo, (donde Elvis y Margret cantan "The Lady Loves Me" y ella termina arrojándolo al agua); incluso se filmó por la pista de carreras de Henderson, Nevada. Hay escenas en el aparcamiento del Hotel Sahara, en el gimnasio de la Universidad de Nevada, (específicamente durante el número de Elvis cantando "C'mon Everybody") o en el Aeropuerto McCarran. 
La escena en la que Elvis canta el tema principal de la película "Viva Las Vegas" se realizó en una sola toma y sin editar, no habiendo registros de semejante logro de ejecución técnica de actuación, en todo el resto de la carrera cinematográfica de Elvis.
También se da una escena donde ambos protagonistas aparecen junto a las coristas del Hotel Tropicana de Las Vegas.
La escena final donde los personajes interpretados por Elvis y Ann finalmente se casan, corresponden a la iglesia Little Church of the West. 

## Controversias
La compañía RCA pretendía hacer de Ann Margret una versión femenina de Elvis Presley, llegando la cantante a grabar bajo la producción del mismo Chet Atkins su propia versión de "Heartbreak Hotel" junto a The Jordanaires, el grupo coral que acompañó a Elvis Presley buena parte de su carrera. 
Posteriormente, durante el rodaje, la química entre Elvis Presley y Ann Margret se volvió genuina y explosiva surgiendo inmediatamente rumores acerca de una relación amorosa clandestina entre ambos, a espaldas de Priscilla Ann Beaulieu que ya era la novia de Elvis Presley y vivía en Graceland. Ella habría leído en la prensa acerca de los rumores entre Elvis y Ann lo que motivó que quisiera viajar hacia el set de filmación para reunirse con Elvis, pero éste la convenció de que se quedase en Memphis porque el set era un caos debido a que supuestamente el director George Sidney estaba enamorado de Margret y concediéndole los mejores planos en la película además de exigirle a Elvis que grabasen canciones juntos a lo que se suponía que Tom Parker habría demandado por una paga superior para Elvis. Pero Priscilla no tomó en cuenta dichos pretextos debido a que los rumores circundantes no eran sobre Ann Margret y el director sino sobre ella y Elvis por lo que el conflicto de pareja se mantuvo durante varios días más
El romance entre los dos artistas continuó durante un largo tiempo luego de la finalización del rodaje de la cinta y su posterior estreno, de hecho Elvis Presley había vuelto a Hollywood para comenzar a filmar su siguiente película Kissin' Cousins, y los rumores se mantuvieron por algunos meses más. El conflicto que surgió a raíz del aparente romance mismo entre Elvis y Priscilla Presley fue relatado profusamente por esta última en su libro autobiográfico Elvis y yo.
Se comentó en su momento que ambos solían hablar por teléfono usando algunas astutas tácticas para mantener el secreto  y que entre otras cosas  Elvis Presley le habría propuesto matrimonio a Margret y esta lo rechazó por su relación con Priscilla  aunque Margret declaró que "Elvis era su alma gemela"  y también que Elvis Presley nunca llegó a concretar con ella porque ambos tenían carreras dentro del mundo del espectáculo y Elvis Presley no solía mantener relaciones duraderas con otras celebridades.Después que Elvis y Margret rompieran su vínculo, él y Priscilla se casaron en 1967. Una semana más tarde también Ann-Margret contrajo matrimonio con el actor Roger Smith. 
Pese a que la relación amorosa entre Ann-Margret y Presley terminó allí, siguieron siendo amigos hasta la muerte de Elvis en 1977 y ella fue la única estrella femenina con la que él había trabajado que asistió a su funeral. Acorde a la autobiografía de Priscilla Presley "Elvis y yo", a partir de allí ella y Margret terminarían teniendo un vínculo profundo. 

## En la cultura popular
- La canción Viva Las Vegas se ha convertido en una especie de himno extraoficial para la ciudad del estado de Nevada. [12]
- La imagen del personaje de Go Mifune conocido como Meteoro en Latinoamérica (Speed racer) con su imagen de corredor con el pañuelo al cuello y su jopo, están basados completamente en el personaje de Elvis de esta película [13]
- En la película El gran Lewobski el tema musical Viva Las Vegas se ecucha de fondo cuando la esposa de éste regresa a su casa.
- En la película de precuela de Los Picapiedras, titulada originalmente The Flintstones in Viva Rock Vegas, el título es un juego de palabras que alude a Viva Las Vegas. En el film Ann-Margret aparece cantando una versión del tema a la vez que ella aparece bajo el nombre de "Margretrock"
- En el capítulo de Los Simpsons donde Homero y Flanders viajan a Las Vegas puede escucharse durante una escena de persecución, el tema principal de la película cantado por Elvis.[14]
- La banda de rock ZZ Top hizo una versión de Viva Las Vegas donde aparece una imagen de Elvis vestido en su clásico traje de lamé dorado.
- La miniserie Elvis de 2005 protagonizada por Jonathan Ryhs Meyers describe el aparente romance entre Elvis y Ann durante la filmación de la película.
- En el episodio de la cuarta temporada de Ángel, titulado "The house always wins" se puede escuchar el tema.
- En el biopic de 2022 Elvis de Baz Luhrmann protagonizado por Austin Butler, también se trata el romance entre el cantante y Ann-Margret